# Hererotag
Der Hererotag bezeichnet drei traditionelle Festveranstaltungen und Gedenktage der Herero in Namibia.

## Rote Flagge

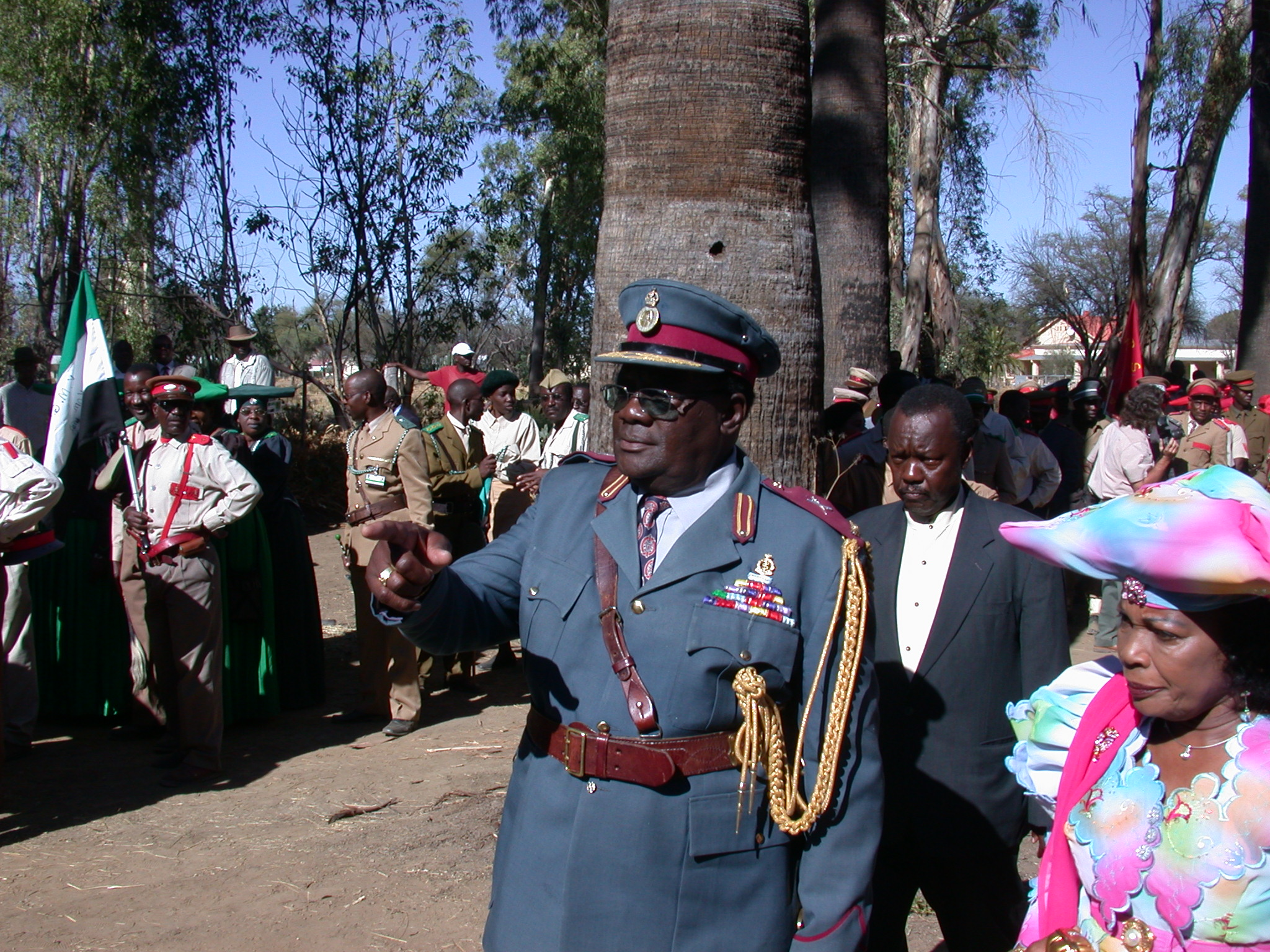
Kuaima Riruako, Traditioneller Führer der Herero, am Hererotag in Okahandja, 27. August 2006

Das Maharero Royal House bzw. Tjamuaha/OtjikaTjamuaha Royal House feiert immer am Wochenende im August, das dem 23. am nächsten liegt, ihren Hererotag. Dieser findet in Okahandja statt. Dieser geht ursprünglich auf die Umbettung von Samuel Maharero aus Betschuanaland nach Namibia am 23. August 1923 zurück.
Heutzutage gilt der Tag dem allgemeinen Gedenken an den Völkermord an den Herero und Nama durch die Deutschen und der Schlacht am Waterberg 1904 sowie den in Okahandja bestatteten Herero-Führern Tjamuaha, Maharero, Samuel Maharero und Hosea Kutako. Der Hererotag ist – entgegen dem äußeren Anschein – keine touristische Veranstaltung, sondern ein vom Stammes- und Geschichtsbewusstsein begründetes Gedenken.
Im August 2004 – zum 100. Jahrestag der Schlacht am Waterberg – hat die deutsche Ministerin für Entwicklungszusammenarbeit, Heidemarie Wieczorek-Zeul, in der etwa 200 Kilometer entfernten Stadt Okakarara der Toten gedacht und sich dabei erstmals zur politischen und moralischen Schuld der deutschen Kolonialverwaltung bekannt. Sie bat das Volk der Herero um Vergebung für die von Deutschen begangenen Verbrechen.

## Weiße Flagge
Die Weiße Flagge des Zeraeua Royal House feiert seit 1925 ihren Hererotag Anfang Oktober in Omaruru. Der Tag erinnert der Flucht von Manasse Tyiseseta vor der Schutztruppe für Deutsch-Südwestafrika an Bord der Eduard Bohlen. Er soll sich hierbei in einer Kiste versteckt haben, die mit einer weißen Flagge bedeckt war.

## Grüne Flagge
Die Grüne Flagge der Ovambanderu trifft sich zum Hererotag in Okahandja seit 1947 am Wochenende, das dem 11. Juni am nächsten liegt. Diese feiern die Umbettung von Hiatuvao Nguvauva aus Botswana nach Namibia.